# Orquevaux
Orquevaux é uma comuna francesa na região administrativa de Grande Leste, no departamento de Haute-Marne. Estende-se por uma área de 15,7 km². Em 2010 a comuna tinha 75 habitantes (densidade: 4,8 hab./km²).